# 白俄羅斯社會主義蘇維埃共和國

白俄羅斯社會主義蘇維埃共和國在蘇波戰爭時期的形勢

白俄羅斯社會主義蘇維埃共和國（SSRB）是俄羅斯在十月革命之後出現的一個國家。
第一次建國是在1919年1月1日，在一個月內就被解散。第二次建國是在1920年7月31日。1922年白俄羅斯社會主義蘇維埃共和國被併入蘇聯。此白俄羅斯蘇維埃社會主義共和國與1922年重建的白俄罗斯社会主义苏维埃共和国略有區別，因此史稱舊白俄羅斯蘇維埃社會主義共和國。领导人是亚历山大·米亚斯尼基扬。